# La Alcarria

Localisation de la comarque de La Alcarria dans la province de Guadalajara.
Serranía de Guadalajara
Campiña de Guadalajara
La Alcarria de Guadalajara
Alto Tajo de Guadalajara
Señorío de Molina de Guadalajara

La Alcarria est une comarque de la Province de Guadalajara en Espagne, s'étendant en partie sur la province de Cuenca et de Madrid.

## Description
Cette région naturelle du centre de l'Espagne est notable pour sa faune et sa flore.